# Edgardo Andrada
Edgardo Norberto Andrada (Rosario, 1939. január 2. – 2019. szeptember 4.) válogatott argentin labdarúgó, kapus.

## Pályafutása

### Klubcsapatban
1960 és 1969 között a Rosario Central labdarúgója volt. 1969 és 1975 között a brazil Vasco de Gama, 1976-ban a Vitória csapatában szerepelt. 1977-ben hazatért és 1982-ig a Colón kapusa volt. 1982-ben 43 évesen a Renato Cesarini együttesében fejezte be az aktív labdarúgást.

### A válogatottban
1961 és 1969 között 20 alkalommal szerepelt az argentin válogatottban. Tagja volt az 1963-as Copa Américan harmadik helyezett csapatnak.

## Sikerei, díjai
Argentína
- Copa América
  - bronzérmes: 1983, Bolívia

 Vasco de Gama
- Brazil bajnokság
  - bajnok: 1974